# Amanita pantherina var. velatipes
Amanita pantherina var. velatipes è un fungo velenoso della famiglia delle Amanitaceae, varietà della specie Amanita pantherina.

## Descrizione della specie

### Cappello
Da convesso a semipiatto; cuticola color marrone chiaro cosparsa da verruche bianche.

### Lamelle
Fitte, bianche con lamellule.

### Gambo
Bianco e cilindrico, prima pieno poi cavo, con anello striato e bulbo con volva circoncisa.

### Carne
Bianca, senza odori e sapori particolari; fibrosa.

### Spore
Bianche in massa.

## Habitat
Estate-autunno, sotto le Abietacee.

## Commestibilità
Velenosissimo se ingerito in quantità, come la Amanita pantherina.

## Specie simili
Altre varianti di Amanita pantherina.